# Hunter Creek, Arizona
Hunter Creek je naseljeno područje za statističke svrhe u američkoj saveznoj državi Arizona. Prema popisu stanovništva iz 2010. u njemu je živjelo 48 stanovnika.